# Liparis cleistogama
Liparis cleistogama är en orkidéart som beskrevs av Johannes Jacobus Smith. Liparis cleistogama ingår i släktet gulyxnen, och familjen orkidéer. Inga underarter finns listade i Catalogue of Life.